# Apartotel

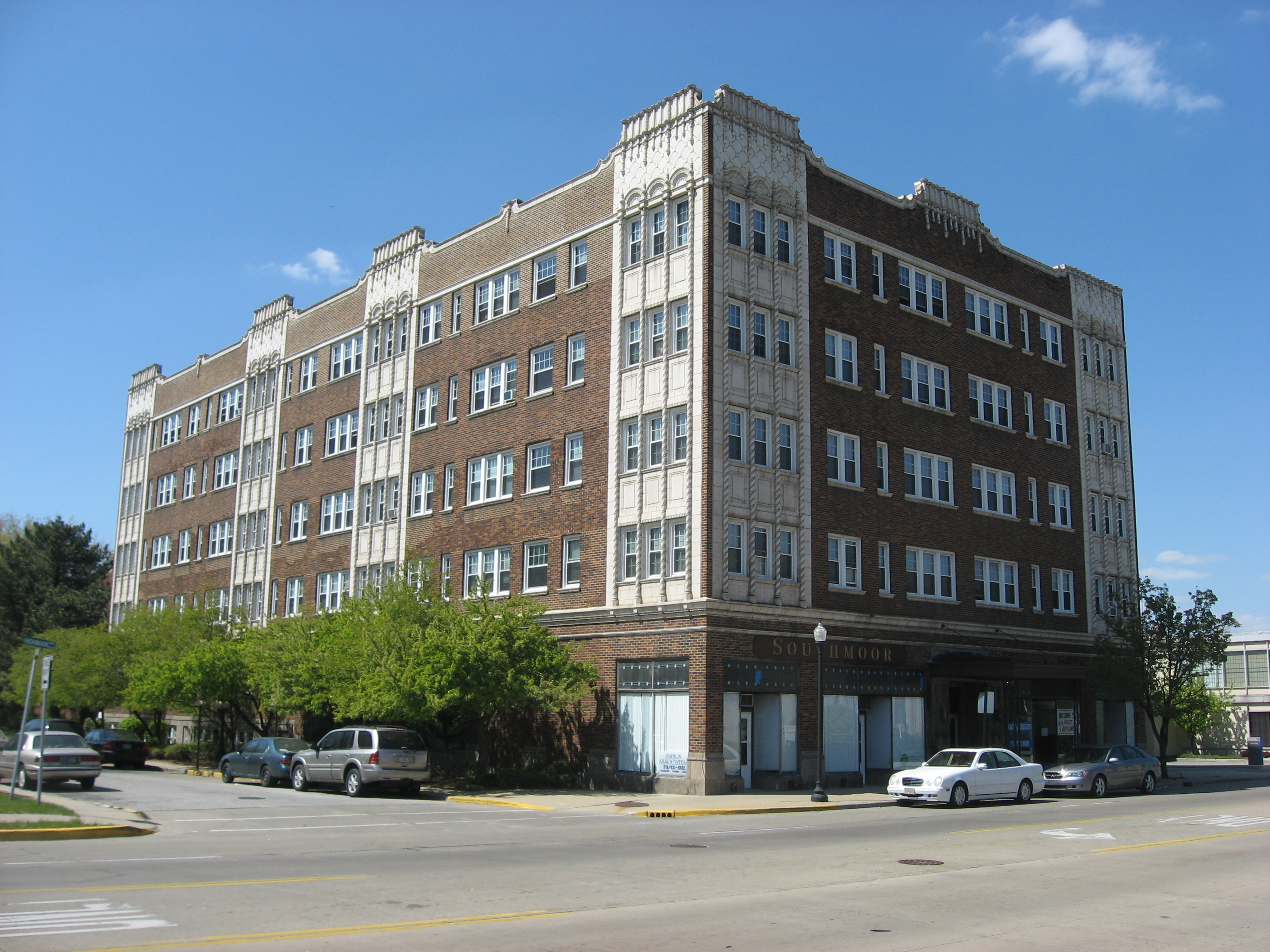
Apartotel en Chicago, Estados Unidos.

Un apartotel, conjunción de las palabras «apartamento» y «hotel», es un tipo de edificio de apartamentos con servicios que funciona con un sistema de reservas de igual manera que un hotel. Es un sistema similar a alquilar un apartamento, pero no posee un contrato con plazo fijo y los huéspedes pueden abandonar el apartamento cuando lo deseen.
Una definición estándar es:

Un apartotel es un edificio diseñado para poseer tanto apartamentos como habitaciones para huéspedes o unidades de renta, bajo la supervisión de sus residentes, y que posee un vestíbulo interior por el cual tienen que pasar todos los huéspedes para poder acceder a sus apartamentos, habitaciones o unidades.

Los apartoteles son alojamientos muchos más flexibles; que en vez de ofrecer el clásico formato de habitación de hotel muy limitada, posee apartamentos completamente amueblados. Suelen estar diseñados a medida, con distintos tipos de apartamentos. El plazo de estancia en un apartotel es muy amplio, ya que se puede pasar en él desde unos días hasta meses, o incluso años. La gente que vive en apartoteles los utiliza como hogar a distancia, y por ello están equipados con todo tipo de comodidades.